# Ptichodis campanilis
Ptichodis campanilis là một loài bướm đêm trong họ Erebidae.